# 卢象观
盧象觀（？—1645年），字幼哲，號九錫，直隸宜興縣张渚镇茗嶺（今江蘇宜兴市）人，祖籍江南東道鄞縣（今浙江寧波），明末政治人物。明末大將盧象昇之弟。崇禎壬午應天解元，聯捷進士。弘光時在宜興抗清不利，自刎殉國。

## 生平
兄長盧象昇，為明末抗清名將。崇祯十五年（1642年）壬午科應天鄉試解元。崇禎十六年（1643年）联捷癸未科進士，授江西金溪县知县；次年甲申之變，李自成攻入北京，崇禎帝自縊，弘光帝自立於金陵，授象觀中书舍人。象觀後流落到宜興。
清軍将至，卢象观在宜興孔廟明伦堂集合众人，悬掛明太祖、明成祖畫像，打算起兵反抗。清軍一至，众鄉民反而投降。象觀又散盡家產，募兵数百人。洪承畴再三勸降，被象觀所拒。象观被流矢射傷，自臉頰贯穿耳部，掉落二齿。清兵驻戴埠，象觀見大勢已去，拔剑自刎于新桥，身死不倒。

## 家族
曾祖盧誠，庠生，赠文林郎。祖父盧立志，萬曆乙酉舉人，仪封令，赠兵部尚書。父盧國霦，赠中憲大夫兵部尚書，赐祭葬。 兄盧象昇、盧象晉。